# Clorato de litio
El clorato de litio es un compuesto químico inorgánico con la fórmula LiClO3. Como todos los cloratos, es un oxidante y puede llegar a ser inestable y posiblemente explosivo si se mezcla con materiales orgánicos, polvos metálicos reactivos o azufre. Es utilizado como oxidante en el combustibles para cohetes.